# Banagher
Banagher (irisch Beannchar) ist eine am Shannon gelegene Landstadt mit 1907 Einwohnern (Stand 2022) im County Offaly in der Republik Irland.

## Lage
Banagher liegt 106 km westlich von Dublin relativ zentral auf der Irischen Insel. Den Shannon flussabwärts sind es bis Limerick 85 km, flussaufwärts 27 km bis Athlone. Die Stadt war historisch ein wichtiger Übergangspunkt über den Fluss zu den östlichen Landesteilen der Provinz Connacht.

## Geschichte
Banagher entstand an einer Furt über den Shannon auf einem höher gelegenen Areal am Ostufer des Flusses, das nicht überschwemmt werden konnte. Die erste Brücke über den Shannon wurde im Jahr 1049 errichtet. Die Querung des Shannons war strategisch wichtig; weitere Übergänge waren nur in Athlone, Shannonbridge und Portumna möglich.
Das Königreich England erhöhte seine militärische Präsenz in der Gegend im 16. Jahrhundert und errichtete verschiedene Befestigungsanlagen. In Folge der Erlasse von James I. erreichten die britischen „Plantations“ ab 1621 das Gebiet um Banagher. Die Stadtgründung von Banagher erfolgte durch Erlass von Charles I. am 16. September 1628. Im gleichen Jahr wurde ein Militärstützpunkt errichtet, der mit kürzeren Unterbrechungen bis 1863 bestand. 1685 wurde eine steinerne Brücke über den Shannon gebaut. Im 17. Jahrhundert war Banagher ein Zentrum des Woll-Handels.

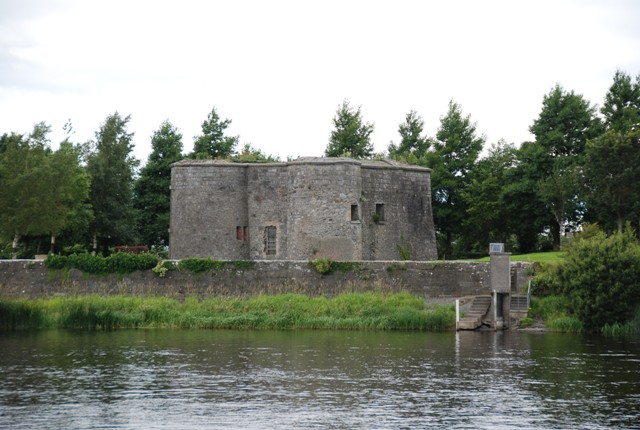
Cromwell’s Castle, 17. Jahrhundert

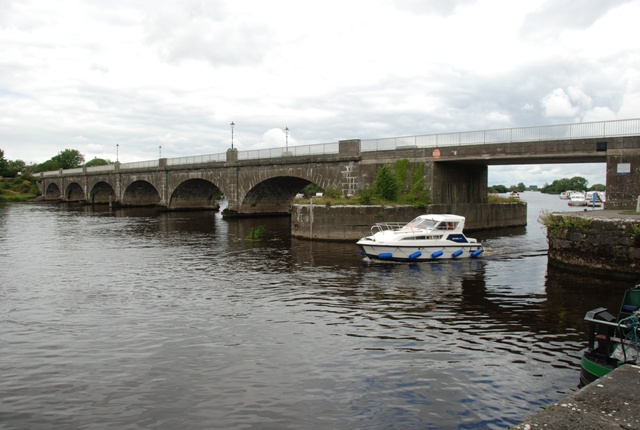
Banagher Bridge, erbaut 1843

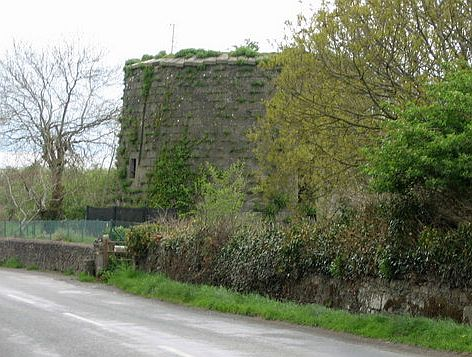
Martello Tower

Banagher erlebte ab 1800 durch den Bau und die Eröffnung des Grand Canals, der einige Kilometer nördlich der Stadt in den Shannon mündet, einen Aufschwung. Die Bevölkerungszahl verdoppelte sich von 1500 auf 3000 Einwohner. Nach 1850 verlor der Ort wieder an Bedeutung. Von 1841 bis 1844 lebte der englische Schriftsteller Anthony Trollope in Banagher, wo er für die örtliche Poststation arbeitete.

## Kultur und Sehenswürdigkeiten
- Banagher Horse Fair, traditioneller jährlicher Pferdemarkt im September
- Cromwell’s Castle, Befestigungsanlage aus dem 17. Jahrhundert
- Banagher Bridge, Steinbrücke über den Shannon aus dem Jahr 1843
- St. Paul’s Church of Ireland
- St. Rynagh’s Catholic Church

## Bildung
In Banaghar bestehen mit der St. Rynagh’s National School, der Banagher College und St. Rynagh’s CC drei Bildungseinrichtungen.

## Persönlichkeiten

### Söhne und Töchter der Stadt
- Johnny McEvoy (* 1945), irischer Folk-Musiker und Singer-Songwriter
- Pat Moylan (* 1946), irischer Politiker, von 1997 bis 2011 Senator im Oberhaus des irischen Parlaments, von 2007 bis 2011 als Cathaoirleach dessen Vorsitzender